# Raymond John Maunsell
Raymond John Maunsell, britanski general, * 1903, † 1976.